# Paigah
Els estats Paigah (Paigah Estates) eren un grup d'estats feudataris al principat d'Hyderabad, del tipus talukdari (similar a zamindari) formats per 23 talukes disperses en els districtes de Bidar, Nander, Osmanabad, Gulbarga, Medak, Atraf-i-balda i Nizamabad, i alguns pobles dispersos als districtes d'Aurangabad, Warangal, Mahbvibnagar, i Nalgonda. Consistien en 1.273 pobles i ciutats amb una superfície conjunta de 10.707 km². Estaven en poder dels descendents de tres nobles: Sir Asman Jah, Sir Khurshed Jah i Sir Vikar-ul-Umara. La seva història remunta al temps de l'emperador Akbar: Mulla Jalal al-Din, fundador de la família, va anar de Lahore a Shikohabad i el seu fill Muhammad Baha al-Din Khan va arribar a cap del tresor a Akbarabad (Agra) en el regnat d'Aurangzeb. Muhammad Abu l-Khair Khan, el net del fundador, va atreure l'atenció de nawab Asaf Jah, amb el que va anar a Dècan i després de servir com a subadar de Malwa finalment es va establir a Hyderabad. El 1743 fou enviat contra Bapu Naik, cap maratha, que recaptava el chauth (quart) en aquestos territoris, i el va derrotar; posteriorment fou segon subadar de Khandesh i Aurangabad. Va morir a Burhanpur el 1749, deixant només un sol fill, Abul Fateh Khan.
Aquest va rebre el títol de Tegh Jang de Nawab Nizam Ali Khan; va obtenir posteriors distincions i títols entre els quals el de Shams al-Umara que fou el títol familiar; va dirigir deu mil cavallers que va formar l'embrió de les forces paigah pel manteniment de les quals li foren concedides terres. Abul Fateh Khan va morir a Pangal quan acompanyava l'expedició contra Tipu Sultan i fou succeït pel seu fill Muhammad Fakhr-ud-din Khan, que va rebre el nom del seu avi (Abul-Khair Khan) i el 1800 es va casar a una filla del nizam. El 1827 li fou concedit el títol d'Amir-i-kabir (primer noble). Fakhr-ud-din Khan fou un patró del coneixement i un bon matemàtic, i autor del Sitta-i-shamsia, un llibre de fisíca, mecànica i astronomia; va construir el Jahan-numa i altres palaus, i va morir el 1855, deixant cinc fills: Sir Asman Jah (396 pobles),Sir Khurshed Jah (468 pobles), Rafi-ud-din Khan (successor com Amir-i-Kabir, regent amb Salar Sang a la mort del nizam Afzal al-Daula el 1869), Sir Vikar-ul-Umara (409 pobles), Rashid al-Din Khan (successor com a corregent el 1877, a la mort del seu germà, rebent els títols de Shams-ul-Umara i Amir-i-Kabir.
Els jagirs paigah foren repartits entre dues branques de la família, una representada per Sir Asman Jah, un net de Fakhr al-Din Khan, i una altra per Rashid al-Din Khan, mort el 1881, deixant dos fills: Sir Khurshed Jah i Sir Vikar al-Umara.
Quan el nizam va arribar a la majoria d'edat va concedir el títol d'Amir-i-Akbar a Sir Asman Jah. Aquest noble va esdevenir ministre d'Hyderabad el 1888, i després de sis anys al càrrec es va retirar el 1893 i fou succeït com a ministre per Sir Vikar-ul-Umara. Sir Asman Jah va morir el 1898, deixant un sol fill, Nawab Muin-ud-din Khan Bahadur, únic representant d'aquesta branca de la família.
Sir Vikar-ul-Umara va dimitir com a ministre el 1901, i va morir al començament del 1902 deixant dos fills: Nawab Sultan-ul-mulk Bahadur i Nawab Wali-ud-din Khan Bahadur. Sir Khurshed Jah, el primer mort poc després i el segon que va sobreviure al seu germà només un any, deixant dos fills: Nawab Shams-ul-mulk Zafar Jang Bahadur i Nawab Imam Jang Bahadur.